# Neposkvrněné Srdce Panny Marie
Neposkvrněné Srdce Panny Marie je předmětem kultu římskokatolické a řeckokatolické církve o vnitřním životě Marie, matky Ježíšovy, jejích radostech a starostech, jejích ctnostech a skryté dokonalosti a především o její panenské lásce k Bohu Otci, mateřské lásce k jejímu synu Ježíši Kristu a její mateřské lásce ke všemu lidstvu. Navazuje na učení o Neposkvrněném Početí Panny Marie.

## Teologický obsah pojmu
Učení katolické církve poukazuje na Mariino neposkvrněné srdce jako na jeden ze způsobů, jakým možno zdůraznit její jedinečné postavení v dějinách spásy. Podle učení o Neposkvrněném Početí Panny Marie byla Maria jako Bohem vyvolená matka Vykupitele Ježíše Krista uchráněna dědičného hříchu. Vzhledem k tomu, že v křesťanské teologii je dědičný hřích chápán jako příčina hříšnosti každého člověka, katolické učení z toho dovozuje, že Maria byla uchráněná jakéhokoliv hříchu osobního. Ve světle této nauky se Panna Maria jeví jako prototyp bezhříšného člověka. Srdce jako symbol jejího nitra je prosté zla. Vůle Mariina byla plně sjednocená s vůli Boha jako nejvyššího dobra a spravedlnosti.

## Historický vývoj
Významný šiřitel úcty k Srdci Ježíšovu sv. Jan Eudes se stejnou měrou zasazoval o úctu k Srdci Mariinu. Teologicky oba kulty spolu úzce souvisejí. Během druhé poloviny 17. století se zásluhou zmíněného světce svátek rychle rozšířil po Francii. Na počátku 19. století byl svátek Neposkvrněného Srdce Mariina schválen papežem Piem VII. jako svátek bez obecné závaznosti. Až Pius XII. ho v roce 1944 předepsal závazně pro celou církev. Tehdy se slavil 22. srpna. V novém římském kalendáři zůstal svátek jako nezávazná památka a byl přeložen na sobotu po Slavnosti Nejsvětějšího Srdce Ježíšova, tedy dva týdny po svátku Nejsvětější Trojice.